# Talara brunnescens
Talara brunnescens är en fjärilsart som beskrevs av Rothschild 1913. Talara brunnescens ingår i släktet Talara och familjen björnspinnare. Inga underarter finns listade i Catalogue of Life.